# TV-mast

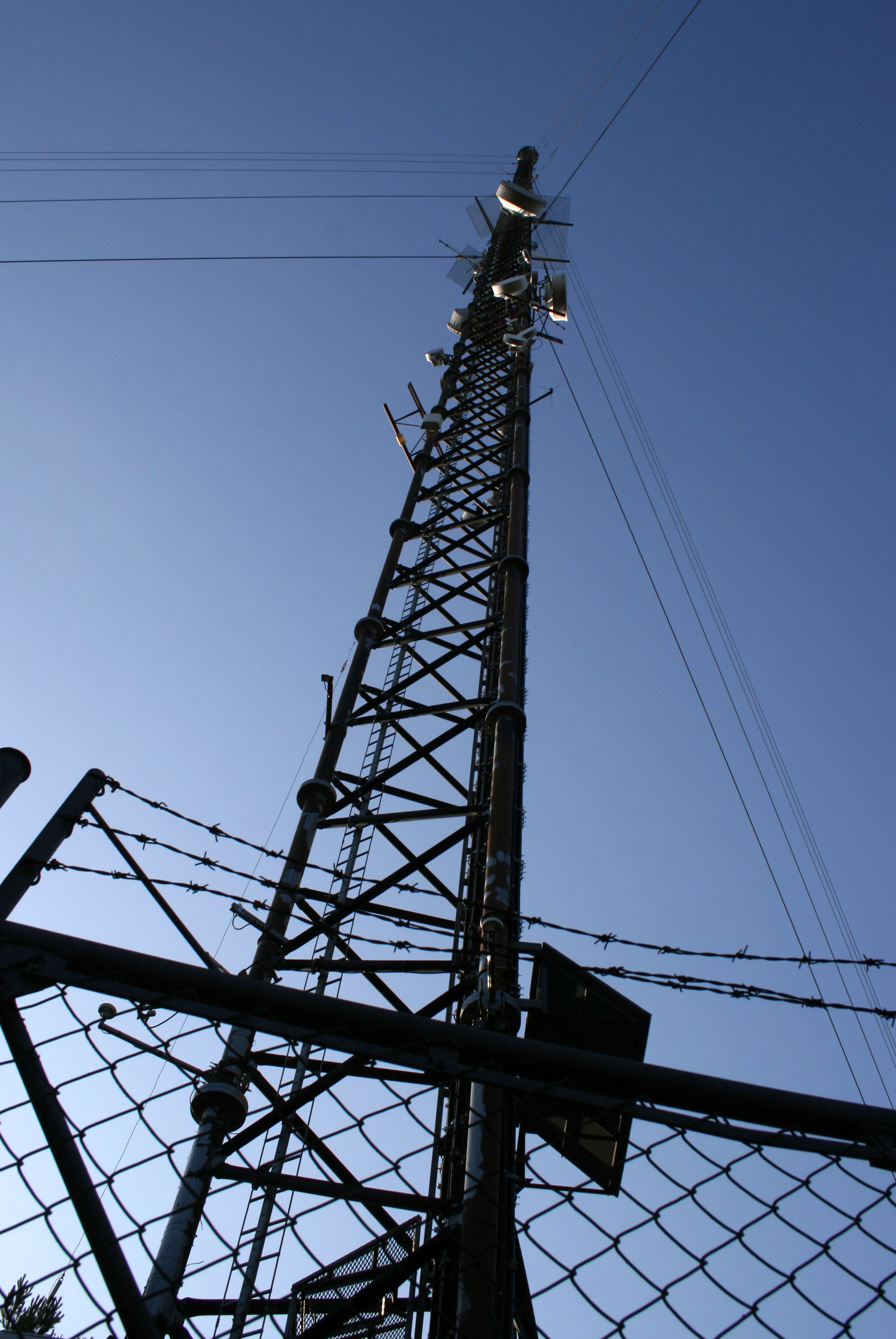
Gungvalamasten i Blekinge

En TV-mast är en sändarstation för vidareutsändning av TV- eller radiosändningar. Världens högsta TV-mast finns i Fargo, North Dakota, USA som mäter 628 m. Mellan åren 1974 och 1991 fanns en ännu högre mast utanför  Warszawa i Polen. Det var en antennmast för rundradio på långvåg som var 646,38 meter hög. Den rasade under en reparation den 8 augusti 1991.

## TV-master i Sverige

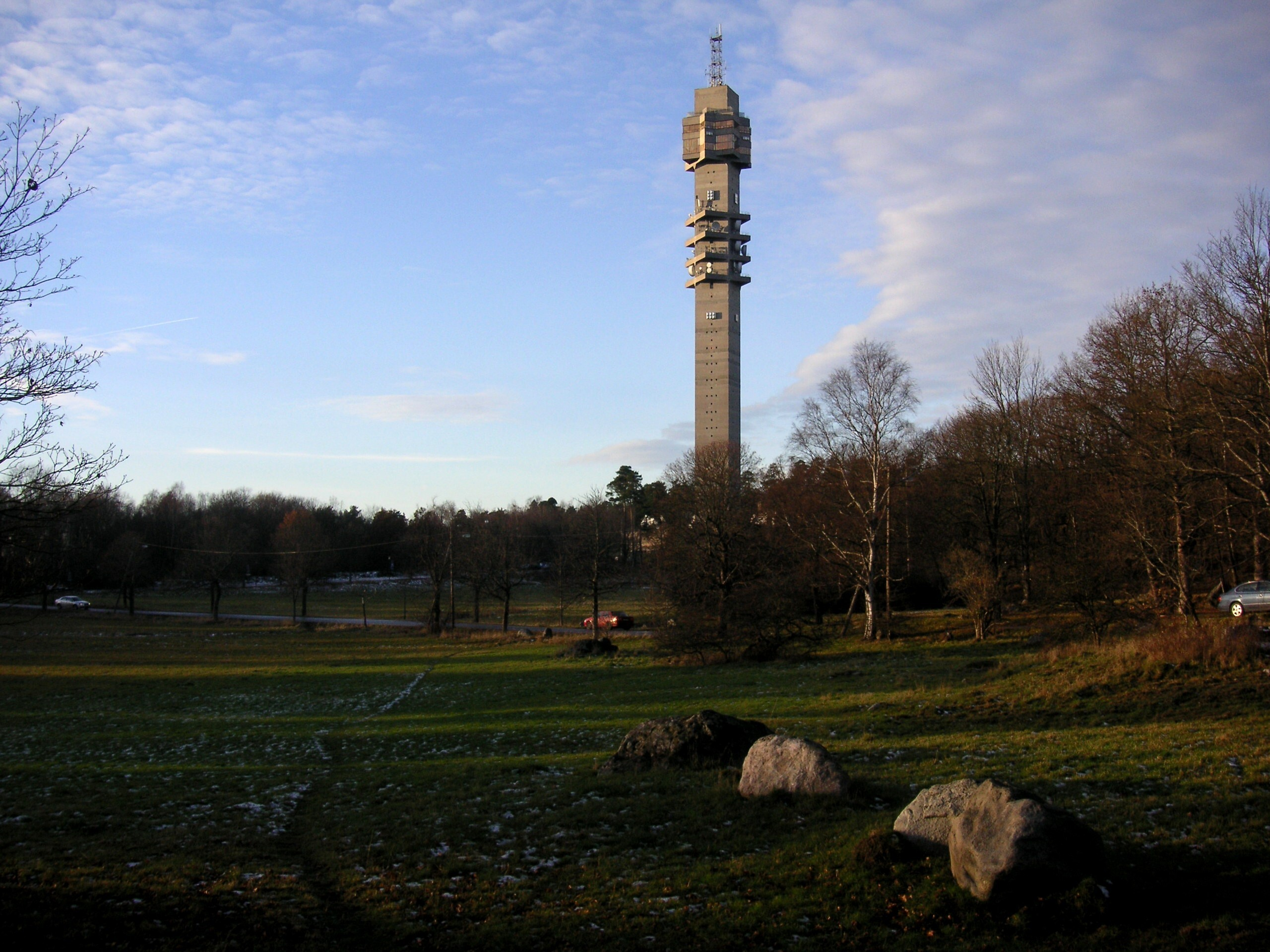
Kaknästornet i Stockholm utgör navet i Sveriges TV-sändning

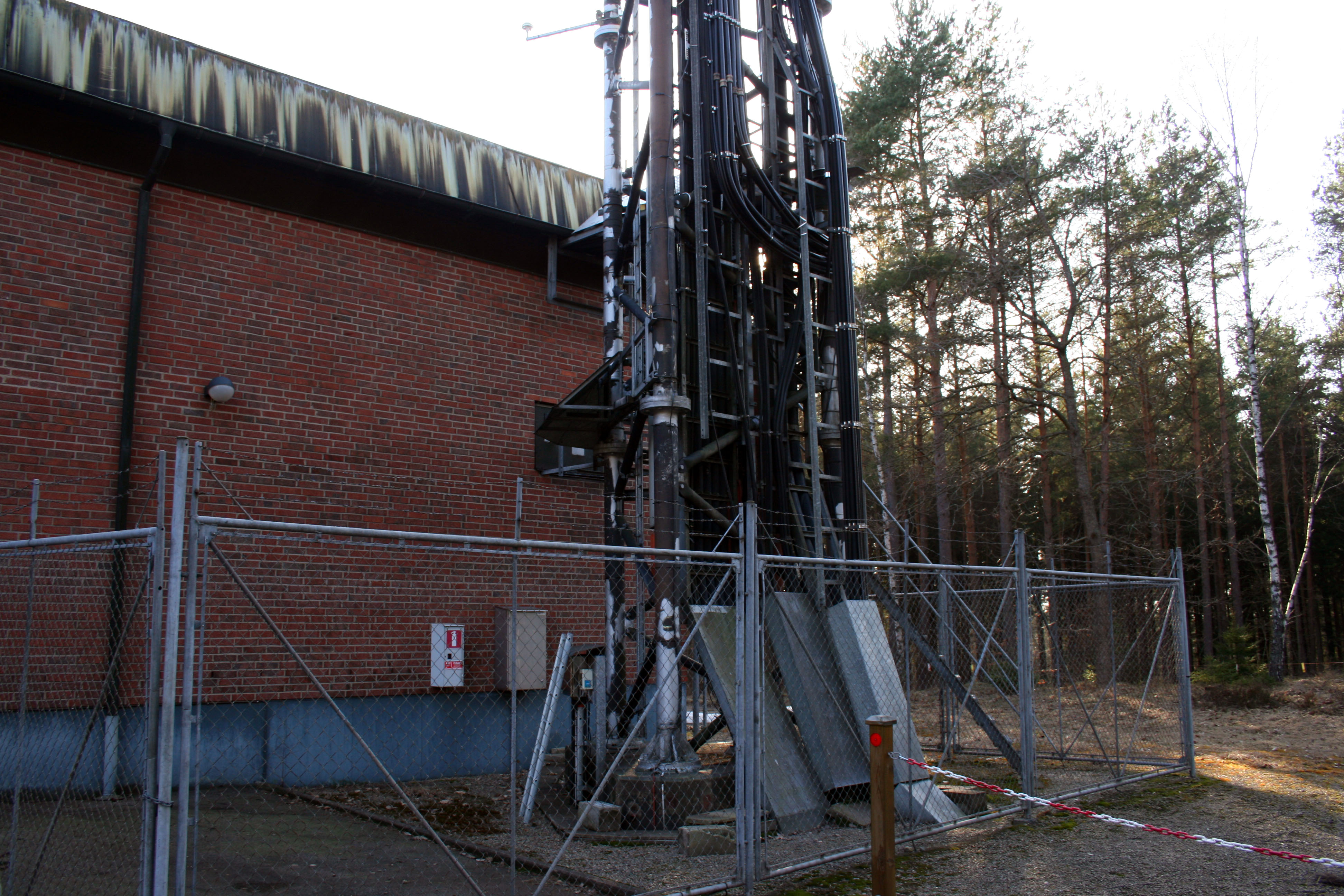
Foten på en TV-mast (Gungvalamasten).

Navet i all TV-sändning i Sverige utgörs av Kaknästornet på Gärdet i centrala Stockholm. Därifrån styrs TV- och radiosändningarna via TV-masterna, runt om i landet.
Mastens höjd och stationens placering är en förutsättning för att kunna nå ut i ett så stort område som möjligt. I Sverige finns drygt 50 stora TV/radiosändare, samt ett flertal mindre sändare, s.k. slavsändare, för de markbundna radio- och TV-näten för vilka statliga Teracom ansvarar. I Sverige ligger de stora sändarnas master i regel över 200 m i höjd, TV/radiomasten i Skellefteå är 323 meter, med den 336 meter höga masten vid Gungvala räknas som den högsta masten i Sverige, tillsammans med ytterligare tre av Teracoms 335m master.
Karaktäristiska drag för en typisk svensk TV-mast är en stor fackverkskonstruktion. Hiss finns i de flesta master, de går dock bara på vissa ungefär halvvägs upp till en mastkur. Resten av biten får man klättra för att komma till toppspiran. Toppspiran är målad med röda och vita fält och inuti den finns diverse sändarutrustning. 1–3 nivåer av blinkande flygljus finns, för att varna flygtrafik inom masternas närhet. Sedan finns det röda positionsljus av samma anledning. Från masten utgår ett antal stag som håller masten uppe. Normalt klarar en mast att ett till två stag lossnar, vid till exempel en storm. Skulle fler stag än så lossna, är det stor risk för att masten rasar, något som har inträffat. Blåbärskullenmasten utanför Sunne i norra Värmland är idag 262 meter hög mot tidigare 323 meter. Den övre delen av masten knäcktes i ett snöoväder, vintern 1979.
De svenska TV-masterna är byggda under perioden sent 1950-tal till mitten av 1980-talet. Först ut var Billingenmasten utanför Skövde 1956 och bland de senast byggda finns Nackamast 2 samt Bäckeforsmasten i Dalsland, båda resta 1984.
Sändareffekten från dessa master är så hög att man vid underhållsarbete måste sänka effekten, eller ibland helt stänga av sändarna, för att inte skada underhållspersonalen. Detta kan medföra störningar i TV- och radiosändningar men planerade driftstopp utannonseras alltid från Teracom långt innan. Sändareffekten är generellt högre i Norrland än i Götaland och Svealand. Detta beror på de större avstånden och att det är glesare mellan abonnenterna.
Masterna har drabbats av diverse problem genom åren. Nedisning har flera gånger gjort att master varit mycket nära att rasa. Ett exempel på detta är Vännäsmasten som var nära att rasa ihop av nedisning vintern 1987/88. Nedisning kan annars få till följd av att sändningarna störs. Ett bra exempel där bilder finns, är Bäckeforsmasten. Bränder har även förstört master. En brand i Knaftenmasten utanför Lycksele vintern 2006 slog ut TV-sändningarna i mellersta Norrland.
Den 15 maj 2016 rasade den 332 meter höga Häglaredsmasten utanför Borås till följd av sabotage.